# Guttaring
Guttaring is een gemeente in de Oostenrijkse deelstaat Karinthië, gelegen in het district Sankt Veit an der Glan (SV). De gemeente heeft ongeveer 1600 inwoners.

## Geografie
Guttaring heeft een oppervlakte van 55,29 km². Het ligt in het zuiden van het land.

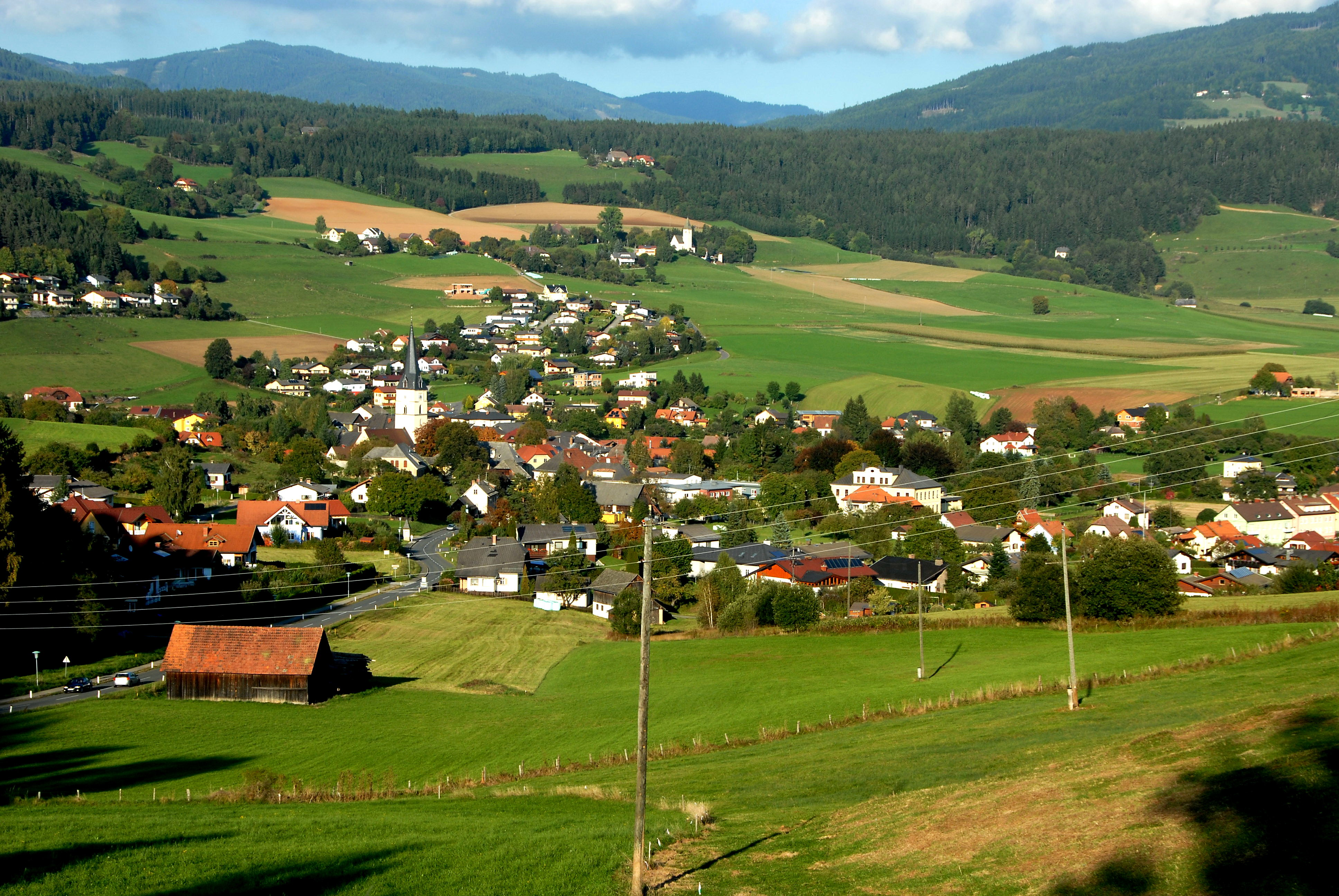

Althofen · Brückl · Deutsch-Griffen · Eberstein · Frauenstein · Friesach · Glödnitz · Gurk · Guttaring · Hüttenberg · Kappel am Krappfeld · Klein Sankt Paul · Liebenfels · Metnitz · Micheldorf · Mölbling · Sankt Georgen am Längsee · Sankt Veit an der Glan · Straßburg · Weitensfeld im Gurktal
- Gemeinsame Normdatei: 4022623-2
- Virtual International Authority File: 235897521